# Claudio Ermelli
Claudio Ermelli, nome d'arte di Ettore Foà (Torino, 24 luglio 1892 – Roma, 29 ottobre 1964), è stato un attore italiano.

## Biografia
Nato a Torino, da una famiglia di origine ebraica, segue all'inizio le orme del padre medico, iscrivendosi alla facoltà di Medicina e Chirurgia, ma successivamente interrompe gli studi per seguire la sua vera passione: la recitazione.
Entra come attore generico in compagnie di secondo piano e diventa in seguito capocomico di una propria compagnia di rivista e avanspettacolo, per debuttare anche nel cinema muto nel 1914.
Trasferitosi a Roma, ottiene presso la Cines un contratto per delle pellicole che lo vedono coprire soprattutto parti di caratterista, continuando a recitare nel cinema per oltre un trentennio.
Pur essendo di origine ebraica, non ebbe mai difficoltà o contrasti, nella sua professione, anche dopo le Leggi razziali del 1938, ma continuò il suo lavoro senza pause, prendendo parte a oltre 115 film.
Anche la Rai, gli offrì spesso parti in commedie e sceneggiati per tutti gli anni cinquanta.
Nel teatro lavorò ancora, per tutto il dopoguerra, sino alla fine degli anni cinquanta, diretto da registi quali Luchino Visconti, Luciano Mondolfo e Luigi Squarzina.

## Filmografia
- Il dono del mattino, regia di Enrico Guazzoni (1932)
- Zaganella e il cavaliere, regia di Gustavo Serena e Giorgio Mannini (1932)
- Tre uomini in frak, regia di Mario Bonnard (1932)
- T'amerò sempre, regia di Mario Camerini (1933)
- Ninì Falpalà, regia di Amleto Palermi (1933)
- Non c'è bisogno di denaro, regia di Amleto Palermi (1933)
- La fortuna di Zanze, regia di Amleto Palermi (1933)
- La serva padrona, regia di Giorgio Mannini (1934)
- Darò un milione, regia di Mario Camerini (1935)
- Re burlone, regia di Enrico Guazzoni (1935)
- Ma non è una cosa seria, regia di Mario Camerini (1936)
- Nozze vagabonde, regia di Guido Brignone (1936)
- La danza delle lancette, regia di Mario Baffico (1936)
- L'antenato, regia di Guido Brignone (1936)
- L'albero di Adamo, regia di Mario Bonnard (1936)
- Il fu Mattia Pascal, regia di Pierre Chenal (1937)
- Il dottor Antonio, regia di Enrico Guazzoni (1937)
- Il feroce Saladino, regia di Mario Bonnard (1937)
- I fratelli Castiglioni, regia di Corrado D'Errico (1937)
- Condottieri, regia di Luis Trenker (1937)
- L'ultimo scugnizzo, regia di Gennaro Righelli (1938)
- Crispino e la comare, regia di Vincenzo Sorelli (1938)
- Il destino in tasca, regia di Gennaro Righelli (1938)
- Animali pazzi, regia di Carlo Ludovico Bragaglia (1939)
- La voce senza volto, regia di Gennaro Righelli (1939)
- La mia canzone al vento, regia di Guido Brignone (1939)
- L'eredità in corsa, regia di Oreste Biancoli (1939)
- Ballo al castello, regia di Max Neufeld (1939)
- Piccolo re, regia di Redo Romagnoli (1940)
- Scandalo per bene, regia di Esodo Pratelli (1940)
- Giù il sipario, regia di Raffaello Matarazzo (1940)
- Trappola d'amore, regia di Raffaello Matarazzo (1940)
- Vento di milioni, regia di Dino Falconi (1940)
- Incontro di mezzanotte, regia di Mario Baffico (1940)
- La zia smemorata, regia di Ladislao Vajda (1940)
- Alessandro, sei grande!, regia di Carlo Ludovico Bragaglia (1940)
- Amami Alfredo, regia di Carmine Gallone (1940)
- Oltre l'amore, regia di Carmine Gallone (1940)
- Don Pasquale, regia di Camillo Mastrocinque (1940)
- La forza bruta, regia di Carlo Ludovico Bragaglia (1941)
- Ridi pagliaccio, regia di Camillo Mastrocinque (1941)
- L'allegro fantasma, regia di Amleto Palermi (1941)
- Tosca, regia di Carl Koch (1941)
- L'elisir d'amore, regia di Amleto Palermi (1941)
- L'orizzonte dipinto, regia di Guido Salvini (1941)
- L'amante segreta, regia di Carmine Gallone (1941)
- Villa da vendere, regia di Ferruccio Cerio (1941)
- Una volta alla settimana, regia di Ákos Ráthonyi (1942)
- La fortuna viene dal cielo, regia di Ákos Ráthonyi (1942)
- Turbamento, regia di Guido Brignone (1942)
- La maestrina, regia di Giorgio Bianchi (1942)
- La contessa Castiglione, regia di Flavio Calzavara (1942)
- L'ultimo addio, regia di Ferruccio Cerio (1942)
- La fabbrica dell'imprevisto, regia di Jacopo Comin (1942)
- Pazzo d'amore, regia di Giacomo Gentilomo (1942)
- Due cuori fra le belve, regia di Giorgio Simonelli (1943)
- Dente per dente, regia di Marco Elter (1943)
- In cerca di felicità, regia di Giacomo Gentilomo (1944)
- Nebbie sul mare, regia di Marcello Pagliero (1944)
- Lacrime di sangue, regia di Guido Brignone (1944)
- Abbasso la miseria!, regia di Gennaro Righelli (1945)
- Il ratto delle Sabine, regia di Mario Bonnard (1945)
- Biraghin, regia di Carmine Gallone (1946)
- Sciuscià, regia di Vittorio De Sica (1946)
- Il corriere di ferro, regia di Francesco Zavatta (1946)
- L'apocalisse, regia di Giuseppe Maria Scotese (1947)
- La Certosa di Parma, regia di Christian-Jaque (1947)
- Sperduti nel buio, regia di Camillo Mastrocinque (1947)
- Dove sta Zazà?, regia di Giorgio Simonelli (1947)
- Il vento m'ha cantato una canzone, regia di Camillo Mastrocinque (1947)
- La leggenda di Faust, regia di Carmine Gallone (1948)
- Il barone Carlo Mazza, regia di Guido Brignone (1948)
- Le mura di Malapaga, regia di René Clément (1949)
- Rondini in volo, regia di Luigi Capuano (1949)
- La madonnina d'oro, regia di Ladislao Vajda e Luigi Carpentieri (1949)
- Vivere a sbafo, regia di Giorgio Ferroni (1949)
- Donne senza nome, regia di Géza von Radványi (1949)
- La bellezza del diavolo, regia di René Clair (1949)
- Biancaneve e i sette ladri, regia di Giacomo Gentilomo (1949)
- Sambo, regia di Paolo William Tamburella (1950)
- Gli ultimi giorni di Pompei, regia di Paolo Moffa (1950)
- Taxi di notte, regia di Carmine Gallone (1950)
- Senza bandiera, regia di Lionello De Felice (1951)
- Era lui... sì! sì!, regia di Vittorio Metz e Marcello Marchesi (1951)
- La vendetta di una pazza, regia di Pino Mercanti (1951)
- Gli innocenti pagano, regia di Luigi Capuano (1951)
- Il sogno di Zorro, regia di Mario Soldati (1952)
- Cento piccole mamme, regia di Giulio Morelli (1952)
- Il cappotto, regia di Alberto Lattuada (1952)
- La donna che inventò l'amore, regia di Ferruccio Cerio (1952)
- Il romanzo della mia vita, regia di Lionello De Felice (1952)
- Primo premio: Mariarosa, regia di Sergio Grieco (1952)
- Gioventù alla sbarra, regia di Ferruccio Cerio (1952)
- Tripoli, bel suol d'amore, regia di Ferruccio Cerio (1953)
- L'età dell'amore, regia di Lionello De Felice (1953)
- Vacanze romane (Roman Holiday), regia di William Wyler (1953)
- Ho ritrovato mio figlio, regia di Elio Piccon (1954)
- Casa Ricordi, regia di Carmine Gallone  (1954)
- I tre ladri, regia di Lionello De Felice (1954)
- Ridere! Ridere! Ridere!, regia di Edoardo Anton (1955)
- Bravissimo, regia di Luigi Filippo D'Amico (1955)
- Accadde tra le sbarre, regia di Giorgio Cristallini (1955)
- Una sera di maggio, regia di Giorgio Pàstina (1955)
- La ragazza del Palio, regia di Luigi Zampa (1957)
- Addio alle armi (A Farewell to Arms), regia di Charles Vidor (1957)
- Serenate per 16 bionde, regia di Marino Girolami (1957)
- La baia di Napoli, regia di Melville Shavelson (1960)

## Prosa televisiva Rai
- Knock o il trionfo della medicina, regia di Sergio Tofano, trasmessa il 21 dicembre 1956.
- L'avaro di Molière, regia di Vittorio Cottafavi, trasmessa il 22 novembre 1957.
- Merluzzo di Marcel Pagnol, regia di Alessandro Brissoni, trasmessa il 20 dicembre 1957.
- Serenata d'onore, regia di Giancarlo Galassi Beria, trasmessa l'11 marzo 1958.
- Le miserie 'd Monsù Travet, regia di Edmo Fenoglio, trasmessa il 6 dicembre 1960.
- Una tragedia americana, sceneggiato televisivo, trasmesso nel 1962.